# Jetsmark (parochie)
Jetsmark is een parochie van de Deense Volkskerk in de Deense gemeente Jammerbugt. De parochie maakt deel uit van het bisdom Aalborg en telt 6012 kerkleden op een bevolking van 6528 (2004).
Historisch was de parochie deel van de herred Hvetbo. In 1970 werd Jetsmark deel van de nieuw gevormde gemeente Pandrup, welke in 2007 opging in de nieuwe gemeente Jammerbugt.
Aaby · Alstrup · Bejstrup · Biersted · Brovst · Fjerritslev · Gjøl · Gøttrup · Haverslev · Hjortdal · Hune · Ingstrup · Jetsmark · Kettrup · Klim · Koldmose · Kollerup · Langeslund · Lerup · Øland · Øster Svenstrup · Saltum · Skræm · Torslev · Tranum · Vedsted · Vester Hjermitslev · Vester Torup · Vust
- Library of Congress Control Number: n85264974
- Nationale Bibliotheek van Israël: 987007564886305171
- Virtual International Authority File: 125560504
- WorldCat: E39PBJcwBYVYVGDj964bMjdG73